# Amethistzonnekolibrie
De amethistzonnekolibrie (Heliangelus amethysticollis) is een vogel uit de familie Trochilidae (kolibries).

## Kenmerken
De vogel is 10 tot 11 cm. Het is een kolibrie met een rechte snavel, glanzend groen van boven, een paarse keel omzoomd met een helder witte band en daaronder een lichtgroene buik. Bij onvolwassen vogels en vrouwtjes ontbreekt het violet op de keel. De vogel lijkt met deze kenmerken uiterlijk sterk op de méridazonnekolibrie.

## Verspreiding en leefgebied
Deze soort komt voor van zuidelijk Ecuador tot noordwestelijk Bolivia en telt vier ondersoorten:
- H. a. laticlavius: zuidelijk Ecuador en noordelijk Peru.
- H. a. decolor: centraal Peru.
- H. a. apurimacensis: zuidoostelijk Peru.
- H. a. amethysticollis: zuidelijk Peru en noordwestelijk Bolivia.

De leefgebieden liggen in tropisch vochtig montaan bos (nevelwoud) in de Andes op hoogten tussen 1800 en 3700 meter boven zeeniveau. Het is geen bedreigde soort.